# Cantonul Montsinéry-Tonnegrande
Cantonul Montsinéry-Tonnegrande este un canton din arondismentul Cayenne, departamentul Guyana Franceză, regiunea Guyana Franceză, Franța.

## Comune
- Montsinéry-Tonnegrande